# Daniel Waters
Daniel „Dan” Waters (n. 10 noiembrie 1962, Cleveland, Ohio, SUA) este un scenarist și regizor de film american. Este cel mai mare frate al regizorului Mark Waters. 

## Filmografie (scenarist)
- Heathers (1988) (Școala tinerilor asasini) - Premiul Edgar Allan Poe pentru cel mai bun scenariu
- The Adventures of Ford Fairlane (cu James Cappe și David Arnott) (1990)
- Hudson Hawk (cu Steven E. de Souza) (1991)
- Batman revine (cu Wesley Strick) (1992)
- Demolatorul (cu Robert Reneau și Peter M. Lenkov) (1993)
- Maial Campers (2001) (de asemenea și regizor)
- Sex și moarte (2007) (de asemenea și regizor)
- Academia vampirilor (2014)

## Legături externe
- Daniel Waters la Internet Movie Database